# 基特加省
基特加省 （ntara ya Gitega）布隆迪17个省之一。位于布隆迪中部。首府基特加。人口大约675,000人，土地面积1,979平方公里。